# Jan-Krzysztof Duda
Jan-Krzysztof Duda (* 26. April 1998 in Krakau) ist ein polnischer Schachgroßmeister.

## Leben
Jan-Krzysztof Duda wurde 2008 in Vũng Tàu Weltmeister in der Altersklasse U10. Bei den U14-Europameisterschaften wurde er 2011 in Albena Zweiter, 2012 in Prag gewann er die U14-EM. Beim Schach-Weltpokal 2013 in Tromsø schied er in der 1. Runde mit 0,5:1,5 gegen Wassyl Iwantschuk aus. Im Dezember 2014 gewann Duda in Wrocław die Europameisterschaft im Schnellschach und erreichte bei der Europameisterschaft im Blitzschach den zweiten Platz. Im Mai 2018 gewann Duda in Warschau die polnische Meisterschaft.
Im September 2012 wurde er zum Internationalen Meister (IM) ernannt, die erforderlichen Normen erfüllte er im August 2011 bei einem Großmeisterturnier in Ostróda, im Februar 2012 bei der polnischen Meisterschaft in Warschau und im August 2012 beim Olomouc Chess Summer. Im Oktober 2013 wurde ihm der Titel eines Großmeisters (GM) verliehen. Die IM-Norm vom Olomouc Chess Summer 2012 war gleichzeitig eine GM-Norm, weitere GM-Normen erfüllte Duda im März 2013 beim First Saturday GM in Budapest sowie im Mai 2013 bei der europäischen Einzelmeisterschaft in Legnica.
Duda studiert Sport an der Krakauer Sportakademie AWF (Akademia Wychowania Fizycznego im. Bronisława Czecha). Im September 2018 lag er auf dem ersten Platz der polnischen Elo-Rangliste.
Am 10. Oktober 2020 gelang es Duda in einem klassischen Spiel (Normalschach) sich gegen den amtierenden Schachweltmeister Magnus Carlsen durchzusetzen und dessen bis dahin ungebrochenen Rekord von 125 Turnierpartien mit klassischer Bedenkzeit ohne Niederlagen zu beenden.
Am 5. August 2021 gewann Duda den FIDE World Cup 2021 im klassischen Schach gegen Sergei Karjakin. Im Halbfinale hatte er zuvor den Weltmeister Magnus Carlsen besiegt. Mit diesem Sieg qualifizierte Duda sich für das Kandidatenturnier 2022. Im Dezember 2021 wurde er in Katowice Europameister im Blitzschach.

## Nationalmannschaft
Für die polnische Nationalmannschaft spielte Duda bei den Mannschaftseuropameisterschaften 2013 in Warschau (am Spitzenbrett der zweiten Mannschaft), 2015, 2017 (jeweils am zweiten Brett) und 2019 (am Spitzenbrett), wobei er 2017 das drittbeste Einzelergebnis an seinem Brett erreichte. Außerdem spielte Duda bei der Schacholympiade 2014 in Tromsø am dritten Brett der polnischen Mannschaft, bei der Schacholympiade 2016 am zweiten und bei der Schacholympiade 2018 am ersten Brett und erreichte bei der Mannschaftsweltmeisterschaft 2017 sowohl mit der Mannschaft als auch in der Einzelwertung am zweiten Brett jeweils den dritten Platz. Dort hatte er mit 8,5 Punkten aus elf Partien eine Elo-Performance von 2727.

## Vereine
In der polnischen Mannschaftsmeisterschaft spielte Duda 2013 für TKKF Drogowiec Kraków seit 2018 für WASKO HETMAN Katowice, mit denen er 2018 und 2019 Meister wurde, in der deutschen Schachbundesliga spielt er seit der Saison 2014/15 am zweiten Brett des Hamburger SK. In der tschechischen Extraliga spielte Duda von 2012 bis 2015 für TJ Tatran Litovel und in der Saison 2017/18 für GASCO Pardubice. In Frankreich spielt er seit der Saison 2014/15 für C.E. de Bois-Colombes, die spanische Mannschaftsmeisterschaft gewann er 2017 mit Sestao Bizkaialde.